# 비화원로
비화원로(Bihwawon-ro)은 경상북도 경주시 안강읍 중심부를 연결하는 도로이다.

## 노선 경로
- 삼거리 명칭 미상 - 안강중앙로
- 사거리 명칭 미상 - 안현로
- 사거리 명칭 미상 - 비화중로
- 화전북1길 직결

## 주요 건물 및 시설
- 안강역 - 경상북도 경주시 안강읍 비화원로 15-1

## 같이 보기
- 안강읍